# Jacopo Pitti
Jacopo Pitti (Firenze, 25 gennaio 1519 – Firenze, 24 maggio 1589) è stato uno storico, diplomatico e politico italiano.

## Biografia
Figlio di Francesco  - che entrò a far parte dei Priori nel 1530 e fu uno degli Otto di Guardia e Balia - e di Ginevra Lanfredini, al pari di suo padre Jacopo Pitti fu fautore della famiglia Medici. Il 4 agosto 1568 divenne senatore e nel 1572 ebbe la carica di oratore presso il papa Gregorio XIII. Divenne console dell'Accademia fiorentina nel 1567, succedendo nella carica a Lionardo Salviati. Nel 1555 circa, fondò il sodalizio letterario Accademia del Piano, nome tratto da Piano a Ripoli (oggi, Bagno a Ripoli), dove si riunivano gli accademici.
Al 1570 risale la prima stesura della Vita di Antonio Giacomini Tebalducci. Successivamente riprese e rielaborò l’opera, la cui redazione definitiva è del 1574.

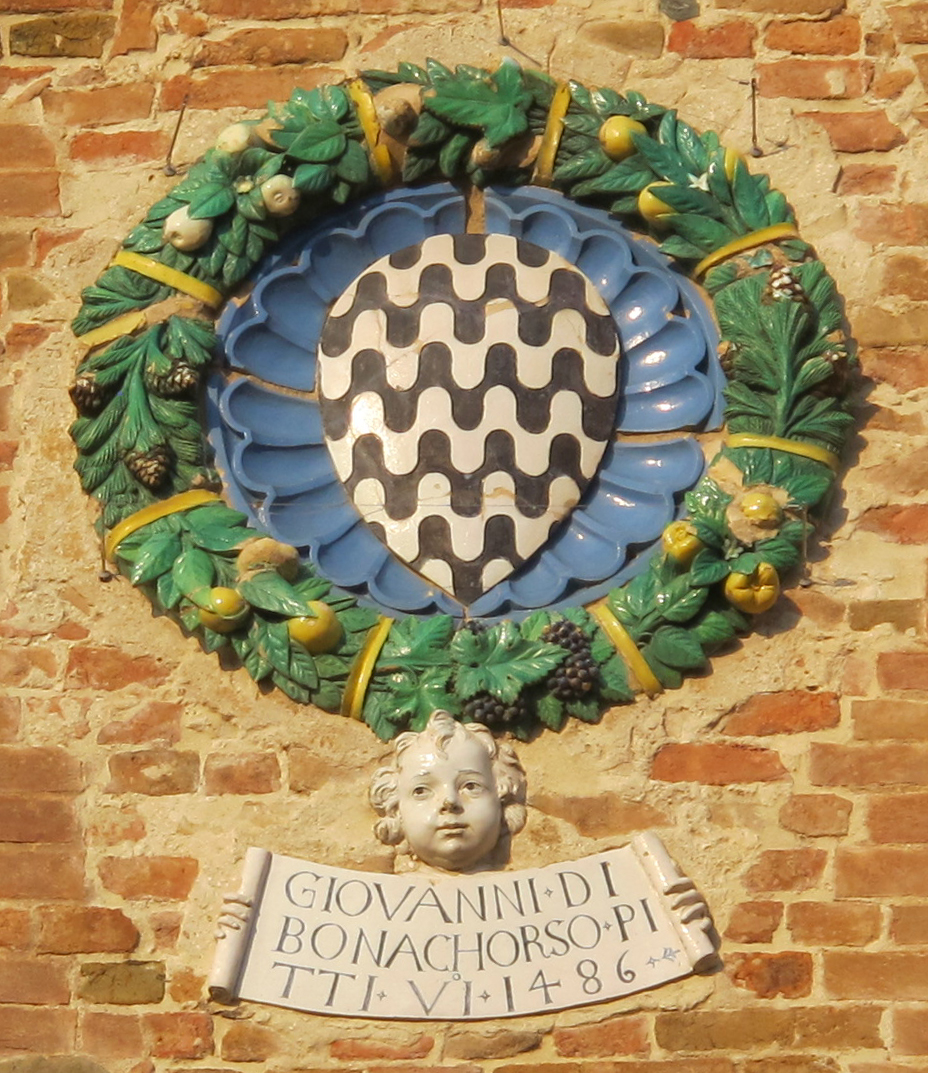
Palazzo vicariale di Certaldo, facciata, stemma Pitti, 1486

Jacopo Pitti fu governatore di diverse città della Toscana e vicario di Pescia. Sposò nel 1549 la nipote del cardinal Niccolò Gaddi, Maddalena Gaddi, da cui ebbe cinque figli. Le tre femmine andarono spese ad Alamanni, ad Antinori e a Strozzi. Dei due maschi, Camillo, il secondo, ereditò il cognome e le sostanze della famiglia materna e diede origine al ramo dei Pitti Gaddi.
Lasciò due libri delle Istorie fiorentine, con la cronica dei fatti dal 1494 al 1529, in cui non nascose la sua spiccata appartenenza politica. Scrisse anche una Vita di Antonio Giacomini Tebalducci, soldato di professione, al servizio di Firenze e - in polemica con Francesco Guicciardini nella Storia d’Italia - scrisse l'opuscolo Apologia dei Cappucci (1570-1575), per difendere la fazione dei democratici, soprannominati Cappucci. L'opera è in forma di dialogo fra tre personaggi: Tito, Publio e Marchetto.
Delle Istorie fiorentine sono a noi arrivati completi i primi due libri, del terzo restano cinque carte, del quinto una carta, e un frammento di 16 righe resta del quarto libro.

## Documentazione
I manoscritti si conservano alla Biblioteca nazionale di Firenze. Vita di Antonio Giacomini Tebalducci, redazione del 1570, Magl., XXV.310. Vita di Antonio Giacomini Tebalducci, redazione del 1574, XXV.346. Apologia de’ Cappucci, prima parte, XXV.323. Istoria fiorentina, XXV.349.

## Opere
- Adriana Mauriello (a cura di), Istoria fiorentina / Jacopo Pitti, Napoli, Liguori, 2007, SBN UBO3243029.[3]
- Vita di Antonio Giacomini, in Archivio storico italiano, IV, n. 2, Firenze, G. P. Viesseux, 1853,  pp. 99-270, SBN RAV0073119. A cura di C. Mozzani.
- Apologia de' Cappucci, in Archivio storico italiano, IV, n. 2, Firenze, G. P. Viesseux, 1853,  pp. 271-384. A cura di C. Mozzani.